# Halkivahankivi
Halkivahankivi är en klippa i Finland.   Den ligger i den ekonomiska regionen  Björneborgs ekonomiska region  och landskapet Satakunta, i den sydvästra delen av landet, 170 km nordväst om huvudstaden Helsingfors. Halkivahankivi ligger 70 meter över havet.
Terrängen runt Halkivahankivi är platt. Runt Halkivahankivi är det ganska glesbefolkat, med 22 invånare per kvadratkilometer. Närmaste större samhälle är Kumo, 11,6 km nordväst om Halkivahankivi. I omgivningarna runt Halkivahankivi växer i huvudsak blandskog.